# Namoo Actors
Namoo Actors（韓語：나무엑터스）是韓國的經紀公司，於2004年成立，其創辦人兼社長為金鍾道（김종도），CEO為金東植（김동식），旗下藝人包括李準基、宋江、金栽經 、朴恩斌等。

## 歷史
- Namoo Actors成立於2004年，由金鍾道成立。首批加入公司演員為金志秀、金柱赫、都知嫄、文瑾瑩、李恩宙、洪銀姬[1]。
- 2014年3月，李準基正式加入公司。[2]
- 2016年9月，文彩元正式簽約Namoo Actors，10月起成為公司專屬演員。[3]同年12月，Rainbow出身的金栽經正式加入Namoo Actors。[4]
- 2017年4月，李準基與Namoo Actors續約，承諾給予最大的支援。[5]同年12月，朴敏英與Namoo Actors簽訂專屬合約。[6]
- 2018年2月，Namoo Actors宣佈與池晟已完成續約。[7]
- 2019年3月，Namoo Actors宣佈與徐玄簽署專屬合約，正式加入公司。[8]同年7月，CEO兼放送人金秀美正式簽約Namoo Actors，成為公司「第一號」的放送人。[9]

## 旗下藝人

### 男演員
- 劉俊相（2005年—）[10]
- 李準基（2014年—）[11]
- 宋江（2015年—）
- 吳賢重（2016年—）
- 李廷湜（2016年—）[12]
- 高宇臨（2017年—）[13]
- 李正河（2017年—）
- 具教煥（2019年—）[14]
- 車瑞元（2019年—）[15]
- 姜其永（2020年—）[16]
- 朴重勳（2021年—）[17]
- 朴宣浩（2022年—）[18]
- 金度完（2024年—）[19]

### 女演員
- 都知嫄（2004年—）
- 洪銀姬（2004年—）
- 金孝珍（2006年—）[20]
- 李允智（2009年—）[21]
- 盧正義（2013年—）[22]
- 朴恩斌（2015年—）[23]
- 朴智賢（2015年—）
- 金歡熙（2016年—）[24]
- 金栽經（2016年—）[25]
- 徐藝華（2018年—）[26]
- 李烈音（2020年—）[27]
- 申素賢（2020年—）
- 崔孝珠（2022年—）
- 趙敏敬（2022年—）[28]
- 李娜恩（2022年—）[29]
- 金素律（2023年—）
- 張圭悧（2024年—）[30]
- 金智恩（2024年—）[31]
- 金珠美（2025年—）

## 已離開藝人
- 李恩宙（2004年—2005年）
- 權敏
- 金玟廷（2004年—2008年）
- 金泰希（2005年—2010年）
- 宋智孝（2005年—2011年）
- 趙東赫（2004年—2014年）
- 韓正洙
- 金剛于（2005年—2014年）
- 金惠娜
- 李奎翰（2005年—2014年）
- 韓業雲
- 南奎里（2013年—2014年）
- 白道斌（2010年—2015年）
- 白瑞斌
- 金亞中（2011年—2015年）
- 朴相旭（2004年—2016年）
- 金孝善
- 宋敏志
- 鄭斗洪
- 金永勳
- 朴善宇
- 俞賢洙
- 林賢成
- 林炯俊
- 救援
- 俞雪婀
- 裕善（2012年—2016年）
- 朴建炯（2004年—2017年）
- 劉智泰（2013年—2017年）
- 韓惠軫（2008年—2017年）
- 金柱赫（2004年—2017年）
- 金素妍（2006年—2018年）
- 全慧彬（2009年—2018年）
- 白潤植（2010年—2018年）
- 趙漢哲（2013年—2018年）
- 文鍾元
- 李奎晶
- 全宥琳
- 吳泰景
- 李智元（2016年—）
- 李信成（2007年—）
- 尹帝文（2009年—2019年）
- 金志秀（2004年—2020年）
- 文瑾瑩（2004年—2020年）
- 李有鎮（2013年—2020年）
- 池晟（2010年—2021年）
- 金香起（2011年—2021年）[32]
- 千玗嬉（2011年—2021年）
- 申世景（2004年—2021年）
- 文彩元（2016年—2021年）
- 朴敏英（2017年—2021年）
- 吳承勳（2015年—2021年）
- 柳珍宇（2019年—2020年）
- 金彗星（2004年—2022年）
- 高燦彬（朝鲜语：고찬빈）（2020年—2022年）
- 金澤（2020年—2022年）
- 彩彬（2010年—2022年）
- 金河娜（2018年—2022年）
- 劉泰珠（2022年—2024年）[33]
- 趙宇麗（2022年—2024年）[34]
- 徐玄（2019年—2025年）[35][36]
- 李太善（2016年—2025年）

## 外部連結
- NAMOO ACTORS 官方網站
- NAMOO ACTORS的Instagram帳戶
- NAMOO ACTORS AD的Instagram帳戶
- NAMOO ACTORS的Facebook專頁
- NAMOO ACTORS的X（前Twitter）
- NAMOO ACTORS的新浪微博（中文）
- YouTube上的Namoo Actors頻道
- NAMOO ACTORS的NAVER TV （页面存档备份，存于）
- NAMOO ACTORS的NAVER Post（页面存档备份，存于）
- NAMOO ACTORS的NAVER Blog （页面存档备份，存于）